# Lie to Me/Episodenliste

Logo zur Serie

Diese Episodenliste enthält alle Episoden der US-amerikanischen Dramaserie Lie to Me, sortiert nach der US-amerikanischen Erstausstrahlung. Zwischen 2009 und 2011 entstanden in drei Staffeln 48 Episoden. Am 10. Mai 2011 wurde die Serie wegen schlechter Quoten eingestellt.

## Übersicht
| Staffel | Episodenanzahl | Erstausstrahlung USA | Erstausstrahlung USA | Deutschsprachige Erstausstrahlung | Deutschsprachige Erstausstrahlung |
| Staffel | Episodenanzahl | Staffelpremiere      | Staffelfinale        | Staffelpremiere                   | Staffelfinale                     |
| ------- | -------------- | -------------------- | -------------------- | --------------------------------- | --------------------------------- |
| 1       | 13             | 21. Januar 2009      | 13. Mai 2009         | 10. März 2010                     | 2. Juni 2010                      |
| 2       | 22             | 28. September 2009   | 13. September 2010   | 9. Juni 2010                      | 2. März 2011                      |
| 3       | 13             | 4. Oktober 2010      | 31. Januar 2011      | 26. Oktober 2011                  | 25. Januar 2012                   |

## Staffel 1
Die Erstausstrahlung der ersten Staffel war vom 21. Januar bis zum 13. Mai 2009 auf dem US-amerikanischen Sender Fox zu sehen. Die deutschsprachige Erstausstrahlung sendete der deutsche Free-TV-Sender VOX vom 10. März bis zum 2. Juni 2010.
| Nr. (ges.) | Nr. (St.) | Deutscher Titel       | Originaltitel     | Erstausstrahlung USA | Deutschsprachige Erstausstrahlung (D) | Regie               | Drehbuch                                                               |
| ---------- | --------- | --------------------- | ----------------- | -------------------- | ------------------------------------- | ------------------- | ---------------------------------------------------------------------- |
| 1          | 1         | Die Wahrheit der Lüge | Pilot             | 21. Jan. 2009        | 10. März 2010                         | Robert Schwentke    | Samuel Baum                                                            |
| 2          | 2         | Schweres Geschütz     | Moral Waiver      | 28. Jan. 2009        | 17. März 2010                         | Adam Davidson       | Josh Singer                                                            |
| 3          | 3         | Unter Druck           | A Perfect Score   | 4. Feb. 2009         | 24. März 2010                         | Eric Laneuville     | Handlung: Samuel Baum & Steven Maeda Schauspiel: Steven Maeda          |
| 4          | 4         | Das Attentat          | Love Always       | 18. Feb. 2009        | 31. März 2010                         | Tim Hunter          | Handlung: Tom Szentgyorgyi & Steven Maeda Schauspiel: Tom Szentgyorgyi |
| 5          | 5         | Entfesselt            | Unchained         | 4. März 2009         | 7. Apr. 2010                          | Lesli Linka Glatter | Josh Singer                                                            |
| 6          | 6         | Seelenqualen          | Do No Harm        | 11. März 2009        | 14. Apr. 2010                         | John Behring        | Jami O’Brien                                                           |
| 7          | 7         | Um jeden Preis        | The Best Policy   | 18. März 2009        | 21. Apr. 2010                         | Arvin Brown         | T.J. Brady & Rasheed Newson                                            |
| 8          | 8         | Herz aus Stein        | Depraved Heart    | 1. Apr. 2009         | 28. Apr. 2010                         | Adam Davidson       | Dustin Thomason                                                        |
| 9          | 9         | Verschüttet           | Life Is Priceless | 8. Apr. 2009         | 5. Mai 2010                           | Clark Johnson       | Dustin Thomason                                                        |
| 10         | 10        | Glut und Asche        | Better Half       | 22. Apr. 2009        | 12. Mai 2010                          | Karen Gaviola       | Ilana Bar-Din Giannini & Josh Singer                                   |
| 11         | 11        | Undercover            | Undercover        | 29. Apr. 2009        | 19. Mai 2010                          | Seith Mann          | Tom Szentgyorgyi                                                       |
| 12         | 12        | Geblendet             | Blinded           | 6. Mai 2009          | 26. Mai 2010                          | Milan Cheylov       | Elizabeth Craft & Sarah Fain                                           |
| 13         | 13        | Explosiv              | Sacrifice         | 13. Mai 2009         | 2. Juni 2010                          | Adam Davidson       | Josh Singer & Dustin Thomason                                          |

## Staffel 2
Die Erstausstrahlung der zweiten Staffel war vom 28. September 2009 bis zum 13. September 2010 auf dem US-amerikanischen Sender Fox zu sehen. Die deutschsprachige Erstausstrahlung sendete der deutsche Free-TV-Sender VOX vom 9. Juni 2010 bis zum 2. März 2011.
| Nr. (ges.) | Nr. (St.) | Deutscher Titel      | Originaltitel         | Erstausstrahlung USA | Deutschsprachige Erstausstrahlung (D) | Regie               | Drehbuch                          |
| ---------- | --------- | -------------------- | --------------------- | -------------------- | ------------------------------------- | ------------------- | --------------------------------- |
| 14         | 1         | Gespalten            | The Core of It        | 28. Sep. 2009        | 9. Juni 2010                          | Daniel Sackheim     | Elizabeth Craft & Sarah Fain      |
| 15         | 2         | Sex, Lügen und Video | Truth or Consequences | 5. Okt. 2009         | 15. Sep. 2010                         | Michael Offer       | Nick Santora                      |
| 16         | 3         | Ferienjob            | Control Factor        | 12. Okt. 2009        | 22. Sep. 2010                         | James Hayman        | Sharon Lee Watson                 |
| 17         | 4         | Geiselnahme          | Honey                 | 19. Okt. 2009        | 29. Sep. 2010                         | Timothy Busfield    | Matt Olmstead                     |
| 18         | 5         | Pokerface            | Grievous Bodily Harm  | 26. Okt. 2009        | 6. Okt. 2010                          | Eric Laneuville     | Alexander Cary                    |
| 19         | 6         | Leiche im Keller     | Lack Of Candor        | 9. Nov. 2009         | 13. Okt. 2010                         | Terrence O’Hara     | T.J. Brady & Rasheed Newson       |
| 20         | 7         | Kettenreaktion       | Black Friday          | 16. Nov. 2009        | 20. Okt. 2010                         | Daniel Sackheim     | Ethan Drogin & Heather Thomason   |
| 21         | 8         | Der Überläufer       | Secret Santa          | 23. Nov. 2009        | 27. Okt. 2010                         | Michael Zinberg     | Alexander Cary                    |
| 22         | 9         | Viva Las Vegas       | Fold Equity           | 30. Nov. 2009        | 3. Nov. 2010                          | Elodie Keene        | Sarah Fain & Elizabeth Craft      |
| 23         | 10        | Bauernopfer          | Tractor Man           | 14. Dez. 2009        | 17. Nov. 2010                         | Vahan Moosekian     | Tim Clemente                      |
| 24         | 11        | Duell mit dem Teufel | Beat the Devil        | 7. Juni 2010         | 24. Nov. 2010                         | Vahan Moosekian     | David Ehrman & Ethan Drogin       |
| 25         | 12        | Späte Rache          | Sweet Sixteen         | 14. Juni 2010        | 1. Dez. 2010                          | Daniel Sackheim     | Alexander Cary                    |
| 26         | 13        | Schmutzige Wahrheit  | The Whole Truth       | 21. Juni 2010        | 8. Dez. 2010                          | James Whitmore, Jr. | Ethan Drogin                      |
| 27         | 14        | Trauma               | React to Contact      | 28. Juni 2010        | 22. Dez. 2010                         | Michael Zinberg     | Daniel Voll                       |
| 28         | 15        | Finanzspritze        | Teacher and Pupils    | 12. Juli 2010        | 12. Jan. 2011                         | Roxann Dawson       | Kevin Townsley & Nick Santora     |
| 29         | 16        | Die Anstalt          | Delinquent            | 19. Juli 2010        | 19. Jan. 2011                         | Michael Zinberg     | Elizabeth Craft & Sarah Fain      |
| 30         | 17        | Wahlkampf            | Bullet Bump           | 26. Juli 2010        | 26. Jan. 2011                         | James Hayman        | T.J. Brady & Rasheed Newson       |
| 31         | 18        | Fight Club           | Headlock              | 2. Aug. 2010         | 2. Feb. 2011                          | Michael Offer       | Sharon Lee Watson & Jameal Turner |
| 32         | 19        | Der Rattenfänger     | Pied Piper            | 16. Aug. 2010        | 9. Feb. 2011                          | Paul McCrane        | Sharon Lee Watson                 |
| 33         | 20        | Enttarnt             | Exposed               | 23. Aug. 2010        | 16. Feb. 2011                         | Terrence O’Hara     | David Graziano                    |
| 34         | 21        | Stolperfalle         | Darkness and Light    | 30. Aug. 2010        | 23. Feb. 2011                         | Lesli Linka Glatter | Matt Olmstead & Heather Thomason  |
| 35         | 22        | Offene Rechnung      | Black & White         | 13. Sep. 2010        | 2. März 2011                          | Daniel Sackheim     | Alexander Cary & Kevin Townsley   |

## Staffel 3
Die Erstausstrahlung der dritten Staffel war vom 4. Oktober 2010 bis zum 31. Januar 2011 auf dem US-amerikanischen Sender Fox zu sehen. Die deutschsprachige Erstausstrahlung sendete der deutsche Free-TV-Sender VOX vom 26. Oktober 2011 bis zum 25. Januar 2012.
| Nr. (ges.) | Nr. (St.) | Deutscher Titel     | Originaltitel     | Erstausstrahlung USA | Deutschsprachige Erstausstrahlung (D) | Regie             | Drehbuch                                  |
| ---------- | --------- | ------------------- | ----------------- | -------------------- | ------------------------------------- | ----------------- | ----------------------------------------- |
| 36         | 1         | Bad Bank            | In The Red        | 4. Okt. 2010         | 26. Okt. 2011                         | Daniel Sackheim   | Alexander Cary & David Graziano           |
| 37         | 2         | Fremdes Leid        | The Royal We      | 11. Okt. 2010        | 2. Nov. 2011                          | Michael Zinberg   | David Ehrman                              |
| 38         | 3         | Blinder Fleck       | Dirty Loyal       | 18. Okt. 2010        | 9. Nov. 2011                          | Michelle MacLaren | Kevin Fox                                 |
| 39         | 4         | Täuschungsmanöver   | Double Blind      | 25. Okt. 2010        | 16. Nov. 2011                         | David Platt       | Dailyn Rodriguez                          |
| 40         | 5         | Unter Tage          | The Canary’s Song | 8. Nov. 2010         | 23. Nov. 2011                         | Seith Mann        | Samantha Howard Corbin                    |
| 41         | 6         | Gehirnwäsche        | Beyond Belief     | 15. Nov. 2010        | 30. Nov. 2011                         | Emile Levisetti   | Timothy J. Lea                            |
| 42         | 7         | Todesengel          | Veronica          | 22. Nov. 2010        | 7. Dez. 2011                          | Michael Nankin    | Ethan Drogin                              |
| 43         | 8         | Onkel Teddy         | Smoked            | 29. Nov. 2010        | 14. Dez. 2011                         | Kate Woods        | David Slack                               |
| 44         | 9         | Horrortrip          | Funhouse          | 10. Jan. 2011        | 21. Dez. 2011                         | Daniel Sackheim   | Jameal Turner                             |
| 45         | 10        | Der Frauenflüsterer | Rebound           | 10. Jan. 2011        | 4. Jan. 2012                          | John Polson       | David Ehrman & Kevin Fox                  |
| 46         | 11        | Kollision           | Saved             | 17. Jan. 2011        | 11. Jan. 2012                         | Michael Offer     | Samantha Corbin-Miller & Dailyn Rodriguez |
| 47         | 12        | Vermisst            | Gone              | 24. Jan. 2011        | 18. Jan. 2012                         | Adam Arkin        | Timothy J. Lea                            |
| 48         | 13        | Killer-App          | Killer App        | 31. Jan. 2011        | 25. Jan. 2012                         | Vahan Moosekian   | David Slack                               |